# هيئة البحث والتطوير الطبي الحيوي المتقدم
هيئة البحث والتطوير الطبي الحيوي هي مكتب تابع لوزارة الصحة والخدمات الإنسانية في الولايات المتحدة ، وهو مسؤول عن شراء وتطوير التدابير المضادة بشكل أساسي ضد الإرهاب البيولوجي ، ولكن يشمل أيضًا التهديدات الكيميائية والنووية والإشعاعية وكذلك الأنفلونزا الوبائية والأمراض الناشئة. :140 تقدم تقاريرها إلى مكتب السكرتير المساعد للاستعداد والاستجابة وتدير مشروع بيوشيلد . :140 تقوم أيضًا بشراء المواد، مثل اللقاحات، للمخزون الاستراتيجي الوطني، وعلى نطاق أوسع هي واجهة ثابتة بين حكومة الولايات المتحدة والصناعة الطبية الحيوية . :267 تدير أيضًا مؤسسة التدابير الطبية الطارئة الحكومية المشتركة بين الوكالات الحكومية، حيث توفر التنسيق عبر الحكومة في تطوير ونشر هذه التدابير المضادة. :267
أنشأ قانون مشروع لعام 2004 طريقة لتمويل البحث والتطوير وتخزين اللقاحات والعلاجات التي يمكن أن تستخدمها الحكومة في حالات الطوارئ الصحية العامة مثل الهجمات الكيميائية أو البيولوجية أو الإشعاعية أو النووية. تقدم الوكالة الأموال لشركات الأدوية لتطوير هذه التدابير المضادة. حتى الآن، ساعدت في الحصول على 52 منتجًا معتمدة من إدارة الغذاء والدواء.
أنشئ المكتب في عام 2006 من خلال قانون التأهب لمواجهة جميع الأمراض . :267

## روابط خارجية
- الموقع الرسمي